# Поперечное (Бурятия)
Попере́чное — село в Еравнинском районе Бурятии. Входит в сельское поселение «Эгитуйское».

## География
Расположено на левом берегу реки Эгиты (Поперечная, правый приток Уды) в 60 км к юго-западу от районного центра, села Сосново-Озёрское, на межрегиональной автодороге Р436 Улан-Удэ — Романовка — Чита. Находится в 6,5 км к юго-западу от центра сельского поселения — посёлка Можайка.

## История
В 1740 году основан Попереченский острог. С конца XVIII века через село проходил Старомосковский (Читинский) тракт, с находящейся здесь станцией Тайлууд (Поперечная).
До 1904 года все жители Эгитуйской долины входили в состав хоринской степной Думы. Декретом ВЦИК от 12 декабря 1923 г. в состав Бурят-Монгольской АССР были переданы Погромнинская и Романовская волости Читинского уезда Забайкальской губернии. Село Поперечное было включено в состав Погромнинской волости.

## Население
| 2002 | 2010 |
| ---- | ---- |
| 372  | ↗383 |

## Инфраструктура
Средняя общеобразовательная школа, детский сад, Дом культуры, библиотека, фельдшерско-акушерский пункт, почтовое отделение, АТС, участки РЭСа, ДРСУ, магазин БКС и 2 частных магазина.